# Miroslav Pelta
Miroslav Pelta (* 27. listopadu 1964 Varnsdorf) je bývalý český fotbalový brankář, podnikatel, v letech 2011 až 2017 předseda Fotbalové asociace ČR, v letech 1994 až 2018 zastupitel města Jablonec nad Nisou, bývalý člen ODS.

## Mládí a osobní život
S fotbalem začal v šesti letech v TJ Krásná Lípa, z které přešel do žákovského týmu Slovanu Varnsdorf. Při studiu Střední průmyslové školy stavební v Liberci se na internátu seznámil s vychovatelem Vlastimilem Caklem, jedním ze zakladatelů jablonecké ODS. Díky němu ve věku patnácti let začal působit jako brankář v TJ LIAZ Jablonec. V dresu Jablonce odchytal 25 druholigových utkání (1982/83 – sestup 1985/86), jedno další si připsal během vojny ve VTJ Tábor (1983/84). Hráčskou kariéru ukončil předčasně kvůli zdravotním problémům.
Po vojně se usadil v Jablonci nad Nisou, kde žije dodnes. Ve svém volném času se věnuje houbaření.
Je ženatý, má tři děti. Nejstarší dcera Kateřina se narodila v roce 1987, prostřední dcera Dominika v roce 1993, nejmladší syn Adam v roce 1997 a je zetěm bývalého fotbalisty, trenéra a bývalého vedoucího A-mužstva Jablonce Petra Majera.

## Politická kariéra
Miroslav Pelta je letitý člen Občanské demokratické strany, kam ho dostal stejně jako do fotbalu Vlastimil Cakl. Od roku 1994 působil jako zastupitel města Jablonec nad Nisou, do roku 2012 působil i jako radní.
V roce 2012 neúspěšně kandidoval do zastupitelstva Libereckého kraje. V komunálních volbách v říjnu 2014 kandidoval opět v Jablonci za ODS a byl zvolen do obecního zastupitelstva. Ve volbách v roce 2018 již nekandidoval.

## Sportovní funkcionář
Roku 1991 byl zvolen do čela představenstva FK Jablonec, který vedl až do roku 1999. Pod jeho vedením se Jablonec dostal ze třetí ligy do nejvyšší české soutěže Gambrinus ligy. Poté přešel do Sparty Praha, kde v letech 1999 až 2005 zastával funkci generálního ředitele. Po odchodu ze Sparty pracoval dva roky jako obchodní ředitel marketingové společnosti svazu STES. V roce 2007 se vrátil do představenstva FK Jablonec, kde jako místopředseda působí dodnes.

### Předseda Fotbalové asociace České republiky
Po odchodu Ivana Haška z čela FAČR v červnu 2011 oznámil Pelta svoji kandidaturu na předsedu. Na valné hromadě 17. listopadu 2011 byl předsedou zvolen (protikandidáty byli Jindřich Rajchl a Tomáš Paclík). V červnu 2013 svoji pozici obhájil, jeho protikandidátkou měla být Markéta Haindlová, která ale nakonec ve volbách nefigurovala, neboť neobdržela dostatečné množství nominací od klubů.
Během Peltova předsednictví bylo zaznamenáno několik úspěchů, mj. zisk pořadatelství mistrovství Evropy do 21 let v roce 2015 a projekt Členství oceněný Evropskou fotbalovou unií UEFA coby nejlepší počin za rok 2012 v kategorii speciálních projektů.[zdroj?] Také za jeho předsednictví započala výstavba nového sídla FAČR. V listopadu 2013 vyřešil spor dvou pražských klubů s názvem Bohemians, jenž se vlekl osm let. Po neúspěšné kvalifikaci na MS 2014 v Brazílii, v jejímž průběhu odstoupil trenér Michal Bílek, předložil nabídku trenérovi Pavlu Vrbovi, který se v lednu 2014 stal novým hlavním trenérem českého národního týmu.

### Místopředseda Českého olympijského výboru
Na konci října 2016 byl Miroslav Pelta hladce zvolen místopředsedou pro sport Českého olympijského výboru, v působnosti má práci se sponzory.

## Obchod s nemovitostmi
Pelta po revoluci začal kupovat nemovitosti, na což si dle svých slov půjčil od bank. V roce 2010 mu patřilo šest domů a dvě haly. Má podíl ve společnosti Prosečská investiční.

### Kritika
Objevují se názory, že „skoupil celý Jablonec za babku a město mu šlo při prodejích na ruku.“ Podezření si získal především nákup nevyužitých luk a polí od města na Prosečí v roce 2008. S těmito pozemky územní plán města z roku 2011 počítá, že se změní na parcely. Hodnota Peltových pozemků se tímto plánem ztrojnásobila.

## Kontroverze
Pelta je často kritizován za své údajné kontroverzní napojení na fotbalové podsvětí. Proslulým se stal především jeho výrok „všechno bylo cinklý“, na základě kterého byl vyšetřován pro podezření z uplácení. Řízení však bylo zastaveno a Pelta vystupoval v kauze Synot pouze jako svědek. Sám Pelta se v online rozhovoru vyjádřil, že si tento výrok již v českém fotbale tvrdě odpracoval. Kritizován je také silný vliv místopředsedy asociace a údajného představitele fotbalového podsvětí Romana Berbra. V červnu 2013 v Jablonci nad Jizerou, kde Miroslav Pelta předával cenu pro vítěze krajského poháru, ho napadl opilý soukromý zemědělec Pavel Janata, který jako důvod svého útoku uvedl, že není spokojen s tím, „jací lidé zastupují český sport“. Výsledkem nebylo žádné zranění (nepočítaje poškrábanou ruku předsedy FAČR).
V květnu 2018 byla kárným senátem Nejvyššího správního soudu potrestána soudkyně Sylva Mašínová za to, jak rozhodovala v květnu 2016 spor na ochranu osobnosti fotbalových funkcionářů Romana Berbra a Dagmar Damkové a také za to, že její chování neslo už nádech klientelismu. Mašínová i její advokát přiznali, že měla vztah právě s Peltou, díky tomu měla od Pelty nejrůznější benefity – VIP vstupenky na fotbalová utkání, letenky a ubytování po světě. Jejich vztah údajně trval krátce a odehrál se několik let před rokem 2016, kdy Mašínová rozhodovala případ Berbra a Damkové. Případ však rozhodla ve prospěch Berbra a Damkové takovým způsobem, který odvolací soud označil jako popření práva žalovaného na spravedlivý proces a navíc v den jednání udržovala intenzivní telefonický kontakt s Peltou, který měl podle Pavla Šámala, předsedy Nejvyššího soudu, na úspěchu Berbra a Damkové zájem. Pelta popřel, že by s Mašínovou byli milenci a že by měl nějaký zájem na výsledku sporu, který Mašínová rozhodovala.

### Kauza sportovních dotací
Policie provedla 3. května 2017 razii v sídle asociace a dalších institucí v souvislosti s přerozdělení státních dotací ze strany ministerstva školství pro rok 2017. Během akce byl kromě jiných zadržen i Pelta. Byla na něj uvalena vazba, z níž byl propuštěn 7. června téhož roku.
Dne 26. listopadu 2021 byl nepravomocně odsouzen k šesti letům nepodmíněného trestu odnětí svobody, k pětiletému zákazu činnosti ve statutárních orgánech korporací a peněžitému trestu ve výši pěti milionů korun. Dne 1. září 2022 Vrchní soud v Praze tento rozsudek zrušil a věc vrátil k novému projednání a doplnění dokazování.
Dne 27. dubna 2023 pražský městský soud mu udělil napodruhé šestiletý nepodmíněný trest odnětí svobody, pětiletý zákaz činnosti ve statutárních orgánech korporací a peněžitý trest ve výši pěti milionů korun.
Dne 3. září 2024 byl napotřetí odsouzen k pětiapůl letům nepodmíněného trestu odnětí svobody, k pětiletému zákazu činnosti činnosti ve statutárních orgánech korporací a peněžitému trestu ve výši pěti milionů korun. Trest mu byl 28. května 2025 Vrchním soudem v Praze pravomocně potvrzen.